# 1970年モナコグランプリ
座標: 北緯43度44分4.74秒 東経7度25分16.8秒 / 北緯43.7346500度 東経7.421333度
1970年モナコグランプリ (1970 Monaco Grand Prix) は、1970年のF1世界選手権第3戦として、1970年5月10日にモンテカルロ市街地コースで開催された。 
ヨッヘン・リントがロータス・49による最後の勝利を記録した。ブルース・マクラーレンは次戦ベルギーGPの5日前にCan-Am用スポーツカーのテスト走行で事故死したため、これがF1最後のレースとなった。また、ロニー・ピーターソンのF1デビュー戦でもある。

## レース前
本レースの2週間前にシルバーストン・サーキットで行われた非選手権レースのインターナショナル・トロフィーは、マーチのクリス・エイモンが優勝した。ロータスは前戦スペインGPから投入した新車72を使用した。

## エントリー
ドライバーラインナップに大きな変更はなく、新しいドライバーはアンティーク・オートモビルズからマーチ・701を走らせる新人ロニー・ピーターソンだけで、ピーターソンはこれがF1デビュー戦となる。ロータスは、新車72ではなく古い49Cを使用することを本レースの2週間前に決めた。マリオ・アンドレッティはアメリカのレースを優先するため欠場した。

### エントリーリスト
| チーム                                              | No. | ドライバー                     | コンストラクター | シャシー | エンジン                         | タイヤ |
| --------------------------------------------------- | --- | ------------------------------ | ---------------- | -------- | -------------------------------- | ------ |
| ブルックボンド・オクソ・レーシング/ロブ・ウォーカー | 1   | グラハム・ヒル                 | ロータス         | 49C      | フォード・コスワース DFV 3.0L V8 | F      |
| ゴールドリーフ・チーム・ロータス                    | 2   | ジョン・マイルズ               | ロータス         | 49C      | フォード・コスワース DFV 3.0L V8 | F      |
| ゴールドリーフ・チーム・ロータス                    | 3   | ヨッヘン・リント               | ロータス         | 49C      | フォード・コスワース DFV 3.0L V8 | F      |
| ワールドワイド・レーシング                          | 4   | アレックス・ソラー＝ロイグ 1   | ロータス         | 49C      | フォード・コスワース DFV 3.0L V8 | F      |
| モーターレーシング・ディベロップメンツ・リミテッド  | 5   | ジャック・ブラバム             | ブラバム         | BT33     | フォード・コスワース DFV 3.0L V8 | G      |
| アウト・モトール・ウント・シュポルト                | 6   | ロルフ・シュトメレン           | ブラバム         | BT33     | フォード・コスワース DFV 3.0L V8 | G      |
| トム・ホイートクロフト・レーシング                  | 7   | デレック・ベル 1               | ブラバム         | BT26A    | フォード・コスワース DFV 3.0L V8 | G      |
| エキップ・マトラ・エルフ                            | 8   | ジャン＝ピエール・ベルトワーズ | マトラ           | MS120    | マトラ MS12 3.0L V12             | G      |
| エキップ・マトラ・エルフ                            | 9   | アンリ・ペスカロロ             | マトラ           | MS120    | マトラ MS12 3.0L V12             | G      |
| ブルース・マクラーレン・モーターレーシング          | 10  | アンドレア・デ・アダミッチ     | マクラーレン     | M7D      | アルファロメオ T33 3.0L V8       | G      |
| ブルース・マクラーレン・モーターレーシング          | 11  | デニス・ハルム                 | マクラーレン     | M14A     | フォード・コスワース DFV 3.0L V8 | G      |
| ブルース・マクラーレン・モーターレーシング          | 12  | ブルース・マクラーレン         | マクラーレン     | M14A     | フォード・コスワース DFV 3.0L V8 | G      |
| チーム・サーティース                                | 14  | ジョン・サーティース           | マクラーレン     | M7C      | フォード・コスワース DFV 3.0L V8 | F      |
| ヤードレー・チーム・BRM                             | 15  | ジョージ・イートン             | BRM              | P153     | BRM P142 3.0L V12                | D      |
| ヤードレー・チーム・BRM                             | 16  | ジャッキー・オリバー           | BRM              | P153     | BRM P142 3.0L V12                | D      |
| ヤードレー・チーム・BRM                             | 17  | ペドロ・ロドリゲス             | BRM              | P153     | BRM P142 3.0L V12                | D      |
| マーチ・エンジニアリング                            | 19  | ジョー・シフェール             | マーチ           | 701      | フォード・コスワース DFV 3.0L V8 | F      |
| マーチ・エンジニアリング                            | 28  | クリス・エイモン               | マーチ           | 701      | フォード・コスワース DFV 3.0L V8 | F      |
| ティレル・レーシング・オーガニゼーション            | 20  | ジョニー・セルボ＝ギャバン     | マーチ           | 701      | フォード・コスワース DFV 3.0L V8 | D      |
| ティレル・レーシング・オーガニゼーション            | 21  | ジャッキー・スチュワート       | マーチ           | 701      | フォード・コスワース DFV 3.0L V8 | D      |
| STPコーポレーション                                 | 22  | マリオ・アンドレッティ 2       | マーチ           | 701      | フォード・コスワース DFV 3.0L V8 | F      |
| アンティーク・オートモビルズ・レーシングチーム      | 23  | ロニー・ピーターソン           | マーチ           | 701      | フォード・コスワース DFV 3.0L V8 | G      |
| フランク・ウィリアムズ・レーシングカーズ            | 24  | ピアス・カレッジ               | デ・トマソ       | 505      | フォード・コスワース DFV 3.0L V8 | D      |
| シルビオ・モーザー・レーシングチーム                | 25  | シルビオ・モーザー 1           | ベラシ           | F1 70    | フォード・コスワース DFV 3.0L V8 | G      |
| スクーデリア・フェラーリ SpA SEFAC                  | 26  | ジャッキー・イクス             | フェラーリ       | 312B     | フェラーリ 001 3.0L F12          | F      |
| スクーデリア・フェラーリ SpA SEFAC                  | 27  | イグナツィオ・ギュンティ 2     | フェラーリ       | 312B     | フェラーリ 001 3.0L F12          | F      |
| ソース:                                             |     |                                |                  |          |                                  |        |

追記
- ^1 - マシンが準備できず欠場[6]
- ^2 - エントリーのみ[6]

## 予選
当時のモナコGPは決勝に出走できるのは16台に制限されていた。この年は前戦スペインGPと同様、主要チームのエースドライバー10人は自動的に決勝への出走が保証され、残る6台については当初、シード権から外れた11台（ジョン・マイルズ（ロータス）、ロルフ・シュトメレン（ブラバム）、アンリ・ペスカロロ（マトラ）、ブルース・マクラーレン、アンドレア・デ・アダミッチ（以上マクラーレン）、ジャッキー・オリバー、ジョージ・イートン（以上BRM）、ジョー・シフェール（マーチ）、ロニー・ピーターソン（アンティーク・オートモビルズ/マーチ）、ピアス・カレッジ（ウィリアムズ/デ・トマソ）、ジョニー・セルボ＝ギャバン（ティレル/マーチ））による23周のミニレースを行って決勝進出者を決めることを主催者が提案したが拒否され、30分の追加セッションを行うことになった。
木曜の予選初日はジャッキー・スチュワートがクリス・エイモン、デニス・ハルム、ジャン＝ピエール・ベルトワーズを上回るトップタイムを記録した。金曜は豪雨によりタイムを更新できなかったが、土曜は雨が止み、スチュワートがポールポジションを獲得し、ワークス・マーチのエイモンとマーチ・701をフロントローに並べた。2列目はハルムとジャック・ブラバム、3列目はジャッキー・イクスとベルトワーズが占めた。非シード者に限定された追加セッションでペスカロロ、カレッジ、マクラーレン、シフェール、ピーターソン、オリバーが決勝進出を果たした。セルボ＝ギャバンは土曜の通常セッションでシケインのガードレールに接触してマシンを壊し、急遽スチュワートのスペアカーで以後のセッションを走ったが決勝進出を果たせず、開幕前の冬にオフロードカーのイベントで目を負傷したため視力が著しく低下していたこともあり、この一戦をもってF1からの引退を決めた。
12番手のグラハム・ヒルはスタート前にマシンを交換したため最後尾グリッドに降格し、13番手のピーターソン以降のスターティンググリッドが1つずつ繰り上がった。

### 予選結果
| 順位    | No. | ドライバー                     | コンストラクター            | タイム | 差   | グリッド |
| ------- | --- | ------------------------------ | --------------------------- | ------ | ---- | -------- |
| 1       | 21  | ジャッキー・スチュワート       | マーチ-フォード             | 1:24.0 | -    | 1 1      |
| 2       | 28  | クリス・エイモン               | マーチ-フォード             | 1:24.6 | +0.6 | 2 1      |
| 3       | 11  | デニス・ハルム                 | マクラーレン-フォード       | 1:25.1 | +1.1 | 3 1      |
| 4       | 5   | ジャック・ブラバム             | ブラバム-フォード           | 1:25.4 | +1.4 | 4 1      |
| 5       | 26  | ジャッキー・イクス             | フェラーリ                  | 1:25.5 | +1.5 | 5 1      |
| 6       | 8   | ジャン＝ピエール・ベルトワーズ | マトラ                      | 1:25.6 | +1.6 | 6 1      |
| 7       | 9   | アンリ・ペスカロロ             | マトラ                      | 1:25.7 | +1.7 | 7 2      |
| 8       | 3   | ヨッヘン・リント               | ロータス-フォード           | 1:25.9 | +1.9 | 8 1      |
| 9       | 24  | ピアス・カレッジ               | デ・トマソ-フォード         | 1:26.1 | +2.1 | 9 2      |
| 10      | 12  | ブルース・マクラーレン         | マクラーレン-フォード       | 1:26.1 | +2.1 | 10 2     |
| 11      | 19  | ジョー・シフェール             | マーチ-フォード             | 1:26.2 | +2.2 | 11 2     |
| 12      | 6   | ロルフ・シュトメレン           | ブラバム-フォード           | 1:26.3 | +2.3 | DNQ      |
| 13      | 10  | アンドレア・デ・アダミッチ     | マクラーレン-アルファロメオ | 1:26.3 | +2.3 | DNQ      |
| 14      | 1   | グラハム・ヒル                 | ロータス-フォード           | 1:26.8 | +2.8 | 16 1 3   |
| 15      | 23  | ロニー・ピーターソン           | マーチ-フォード             | 1:26.8 | +2.8 | 12 2     |
| 16      | 20  | ジョニー・セルボ＝ギャバン     | マーチ-フォード             | 1:26.9 | +2.9 | DNQ      |
| 17      | 15  | ジョージ・イートン             | BRM                         | 1:27.0 | +3.0 | DNQ      |
| 18      | 14  | ジョン・サーティース           | マクラーレン-フォード       | 1:27.4 | +3.4 | 13 1     |
| 19      | 2   | ジョン・マイルズ               | ロータス-フォード           | 1:27.4 | +3.4 | DNQ      |
| 20      | 16  | ジャッキー・オリバー           | BRM                         | 1:27.5 | +3.5 | 14 2     |
| 21      | 17  | ペドロ・ロドリゲス             | BRM                         | 1:27.8 | +3.8 | 15 1     |
| ソース: |     |                                |                             |        |      |          |

追記
- ^1 - あらかじめ決勝進出のシード権が与えられていた[4][7]
- ^2 - 非シード者による追加セッションの結果により決勝進出[4][7]
- ^3 - ヒルはスタート前にマシンを交換したため最後尾グリッドに降格[1]

## 決勝
レース当日は天気が良く、スタートでジャッキー・スチュワートがリードを奪い、クリス・エイモン、ジャック・ブラバム、ジャン＝ピエール・ベルトワーズが続いた。デニス・ハルムはスタートで出遅れ、最初のコーナーを曲がった後に順位を下げた。2周目にベルトワーズがイクスを抜いたが、12周目にイクスのドライブシャフトが壊れてリタイアするまで上位6台の順位は変わらなかった。ベルトワーズは22周目にトランスミッションが故障してリタイアした。同じ周にブラバムがエイモンを抜いて2位に浮上した。5周後にスチュワートのDFVエンジンが失火し始めたためピットインしなければならず、ブラバムがエイモンとハルムを従えて首位に立った。ハルムはギアリングの問題を抱え、ヨッヘン・リントとジョー・シフェールに抜かれていった。61周目にエイモンがサスペンションの故障によってリタイアすると、リントが首位ブラバムに9秒の差で2位に浮上した。リントはペースを上げて首位のブラバムに迫り、最終ラップにブラバムは焦ってコースアウトしてしまう。リントは最終ラップで自身の予選タイムより2.7秒速く、さらにスチュワートがポールポジションを獲得したタイムより0.8秒速いという途方もないファステストラップでブラバムを抜き、逆転優勝を果たした。ブラバムはコースに復帰して2位でフィニッシュし、アンリ・ペスカロロは3位に入り初の（そして最後となる）表彰台を獲得した。ハルムは2速と3速のみで走りきり4位、最後尾グリッドからスタートしたグラハム・ヒルは5位まで追い上げた。ペドロ・ロドリゲスは6位に入賞した。F1デビュー戦のロニー・ピーターソンは7位で完走した。

### レース結果
| 順位    | No. | ドライバー                     | コンストラクター            | 周回数 | タイム/リタイア原因 | グリッド | ポイント |
| ------- | --- | ------------------------------ | --------------------------- | ------ | ------------------- | -------- | -------- |
| 1       | 3   | ヨッヘン・リント               | ロータス-フォード           | 80     | 1:54:37.4           | 8        | 9        |
| 2       | 5   | ジャック・ブラバム             | ブラバム-フォード           | 80     | +23.1               | 4        | 6        |
| 3       | 9   | アンリ・ペスカロロ             | マトラ                      | 80     | +51.4               | 7        | 4        |
| 4       | 11  | デニス・ハルム                 | マクラーレン-フォード       | 80     | +1:28.3             | 3        | 3        |
| 5       | 1   | グラハム・ヒル                 | ロータス-フォード           | 79     | +1 Lap              | 16       | 2        |
| 6       | 17  | ペドロ・ロドリゲス             | BRM                         | 78     | +2 Laps             | 15       | 1        |
| 7       | 23  | ロニー・ピーターソン           | マーチ-フォード             | 78     | +2 Laps             | 12       |          |
| 8       | 19  | ジョー・シフェール             | マーチ-フォード             | 76     | 燃料切れ            | 11       |          |
| Ret     | 28  | クリス・エイモン               | マーチ-フォード             | 60     | サスペンション      | 2        |          |
| NC      | 24  | ピアス・カレッジ               | デ・トマソ-フォード         | 58     | 規定周回数不足      | 9        |          |
| Ret     | 21  | ジャッキー・スチュワート       | マーチ-フォード             | 57     | エンジン            | 1        |          |
| Ret     | 16  | ジャッキー・オリバー           | BRM                         | 42     | エンジン            | 14       |          |
| Ret     | 8   | ジャン＝ピエール・ベルトワーズ | マトラ                      | 21     | ディファレンシャル  | 6        |          |
| Ret     | 12  | ブルース・マクラーレン         | マクラーレン-フォード       | 19     | サスペンション      | 10       |          |
| Ret     | 14  | ジョン・サーティース           | マクラーレン-フォード       | 14     | 油圧                | 13       |          |
| Ret     | 26  | ジャッキー・イクス             | フェラーリ                  | 11     | ハーフシャフト      | 5        |          |
| DNQ     | 10  | アンドレア・デ・アダミッチ     | マクラーレン-アルファロメオ |        | 予選不通過          |          |          |
| DNQ     | 6   | ロルフ・シュトメレン           | ブラバム-フォード           |        | 予選不通過          |          |          |
| DNQ     | 15  | ジョージ・イートン             | BRM                         |        | 予選不通過          |          |          |
| DNQ     | 2   | ジョン・マイルズ               | ロータス-フォード           |        | 予選不通過          |          |          |
| DNQ     | 20  | ジョニー・セルボ＝ギャバン     | マーチ-フォード             |        | 予選不通過          |          |          |
| ソース: |     |                                |                             |        |                     |          |          |

優勝者ヨッヘン・リントの平均速度
131.716 km/h (81.845 mph)
ファステストラップ
- ヨッヘン・リント - 1:23.2（80周目）

ラップリーダー
太字は最多ラップリーダー
- ジャッキー・スチュワート - 27周 (Lap 1-27)
- ジャック・ブラバム - 52周 (Lap 28-79)
- ヨッヘン・リント - 1周 (Lap 80)

## 第3戦終了時点のランキング
|         | 順位 | ドライバー               | ポイント |
| ------- | ---- | ------------------------ | -------- |
| 1       | 1    | ジャック・ブラバム       | 15       |
| 1       | 2    | ジャッキー・スチュワート | 13       |
| 13      | 3    | ヨッヘン・リント         | 9        |
| 1       | 4    | デニス・ハルム           | 9        |
| 1       | 5    | ブルース・マクラーレン   | 6        |
| ソース: |      |                          |          |

|         | 順位 | コンストラクター      | ポイント |
| ------- | ---- | --------------------- | -------- |
| 2       | 1    | ブラバム-フォード     | 15       |
|         | 2    | マクラーレン-フォード | 15       |
| 1       | 3    | ロータス-フォード     | 14       |
| 3       | 4    | マーチ-フォード       | 13       |
|         | 5    | マトラ                | 7        |
| ソース: |      |                       |          |

- 注:  トップ5のみ表示。前半7戦のうちベスト6戦及び後半6戦のうちベスト5戦がカウントされる。